# Jan de Leeuw (burgemeester)
Johannes Maria (Jan) de Leeuw (Ammerzoden, 25 december 1931 – Roosendaal, 20 augustus 2023) was een Nederlands politicus van de KVP en later het CDA.
Hij werd geboren als zoon van H.A.B. de Leeuw, destijds burgemeester van Ammerzoden en later van Didam (1938-1953) en Bergh (1953-1965). Zelf was hij aan het begin van zijn loopbaan werkzaam bij de gemeentesecretarie van Didam en later Bergh. Na een verblijf van vijf jaar in een trappistenklooster in Diepenveen trad hij daar in 1959 uit om rechten te gaan studeren aan de Katholieke Universiteit Nijmegen. Na in 1963 te zijn afgestudeerd heeft hij nog korte tijd gewerkt in Angerlo. Begin 1964 werd De Leeuw bij de gemeente Leeuwarden benoemd tot waarnemend hoofd van de dienst algemene zaken en een jaar later werd hij daar hoofd in de rang van referendaris. Hij was bij die gemeente tevens kabinetschef voor hij in augustus 1967 benoemd werd tot burgemeester van Woensdrecht. Begin jaren tachtig waren er plannen om 48 kruisvluchtwapens met een kernlading te stationeren op de Vliegbasis Woensdrecht als gevolg van het NAVO-dubbelbesluit. Daar kwam veel verzet tegen met tal van protestacties in Woensdrecht en de komst van een vredesactiekamp. Als burgemeester van Woensdrecht was hij verantwoordelijk voor de openbare orde in die gemeente en dus ook betrokken bij besluiten over het al dan niet oppakken van demonstranten. Na een verkeersongeluk in juni 1984 waarbij hij ernstig nekletsel opliep werd De Leeuw enkele maanden vervangen door waarnemend burgemeester Abraham Goldberg. Als gevolg van het INF-Verdrag in 1987 zijn die kernwapens uiteindelijk niet in Woensdrecht gekomen. De Leeuw ging op 1 januari 1992 vervroegd met pensioen.
Zijn jongere broer Wim de Leeuw was van 1976 tot 2002 ook burgemeester en wel van Opmeer.
Hij werd 91 jaar.